# Blanche d'Anjou (1280-1310)
Pour les articles homonymes, voir Blanche d'Anjou.
Blanche d’Anjou, Blanche d’Anjou-Sicile ou Blanche de Naples, née en 1280 et morte le 14 octobre 1310 à Barcelone, est la deuxième femme de Jacques II d'Aragon. Issue de la maison capétienne d'Anjou-Sicile, elle est la fille de Charles II d'Anjou et de Marie de Hongrie. Elle est notamment la mère d'Alphonse IV d'Aragon.

## Biographie
Blanche épouse Jacques II d'Aragon le 1er novembre 1295. De ce mariage sont issus dix enfants :
- Jacques d'Aragon (moine) (1296-1334) ;
- Alphonse IV d'Aragon (1299-1336), roi d'Aragon et comte de Barcelone ;
- Marie d'Aragon et d'Anjou (es) (1299-1347), mariée avec Pierre de Castille et Molina (es) ;
- Constance d'Aragon et d'Anjou (es) (1300-1327), mariée avec Juan Manuel de Castille ;
- Blanche d'Aragon et d'Anjou (1301-1348), religieuse ;
- Isabelle d'Aragon (1305-1330), mariée en 1315 avec Frédéric le Bel ;
- Jean d'Aragon et d'Anjou (1304-1334), archevêque de Tolède, de Tarragone, patriarche d'Alexandrie ;
- Pierre d'Aragon et d'Anjou (es) (1305-1381), comte de Ribagorce et d'Empúries, puis de Prades ;
- Raimond Bérenger Ier d'Empúries (es) (1308-1364), comte de Prades, puis comte d'Empúries (1341-1364) et seigneur de la ville d'Elche ;
- Yolande d'Aragon (1310-1353), mariée avec Philippe de Tarente (1297-1330), fils de Philippe Ier de Tarente, puis avec Lope Ferrench IV de Luna.